# Saint-Eloy-la-Glacière
Saint-Eloy-la-Glacière – miejscowość i gmina we Francji, w regionie Owernia-Rodan-Alpy, w departamencie Puy-de-Dôme.
Według danych na rok 1990 gminę zamieszkiwały 54 osoby, a gęstość zaludnienia wynosiła 4 osoby/km² (wśród 1310 gmin Owernii Saint-Eloy-la-Glacière plasuje się na 779. miejscu pod względem liczby ludności, natomiast pod względem powierzchni na miejscu 681.).